# Gaz de couche
Ne doit pas être confondu avec gaz de houille.
Cet article concerne l'aspect géologique. Pour l'aspect historique, voir grisou.

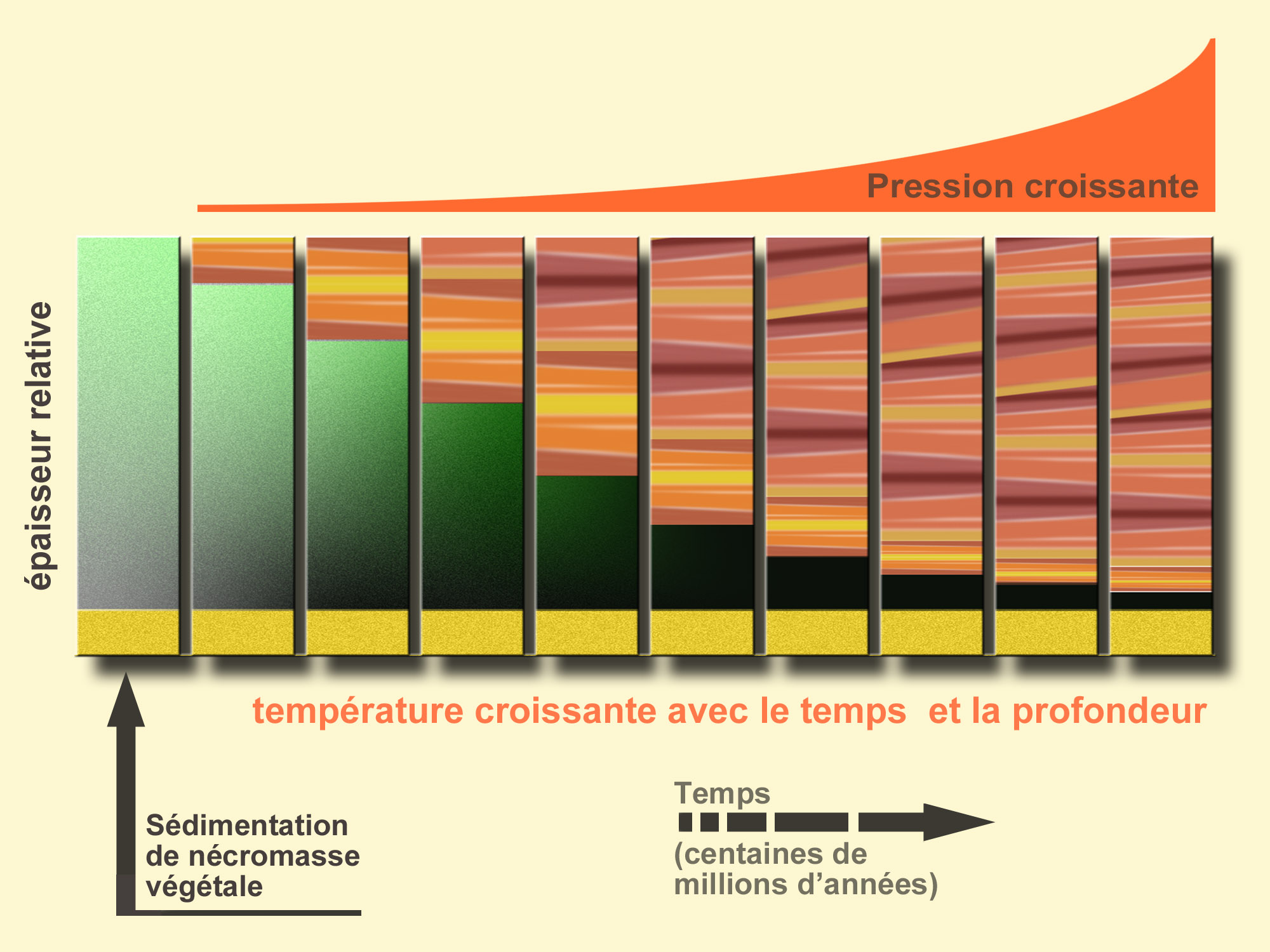
Processus de houillification ; transformation de couches plus ou moins épaisses de débris végétaux (en vert à gauche) en charbon (houille, en noir à droite), au cours des âges géologiques, processus très lent allant des quelques millions à quelques centaines de millions d'années.

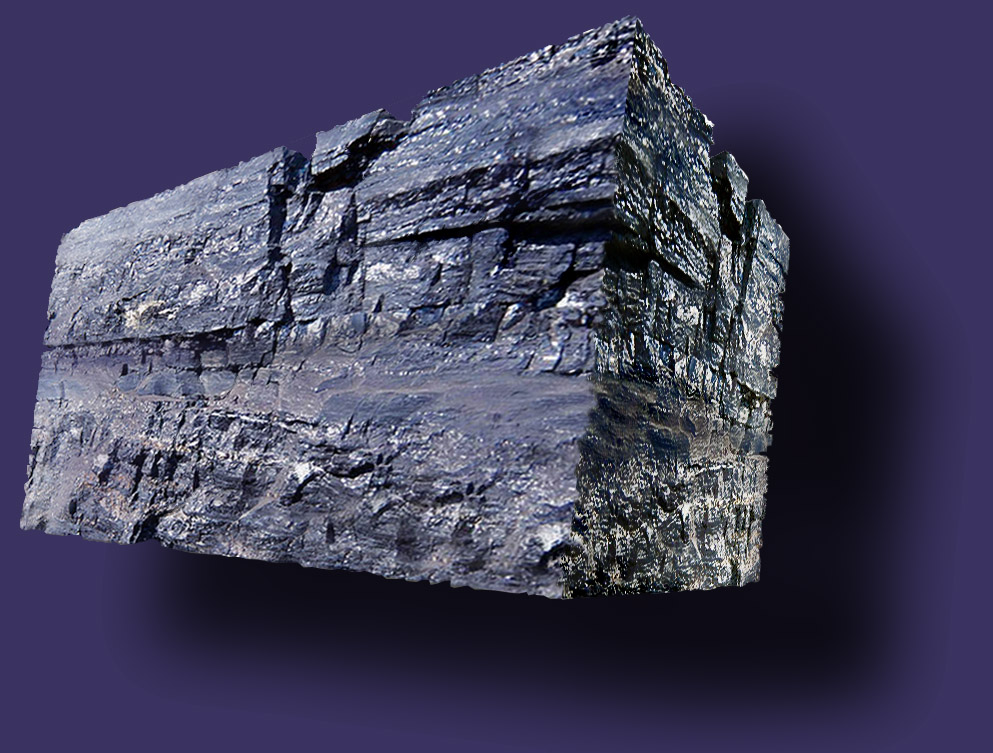
Bloc de houille montrant la structure du charbon et les pans de fracturation, horizontaux et verticaux dans ce cas

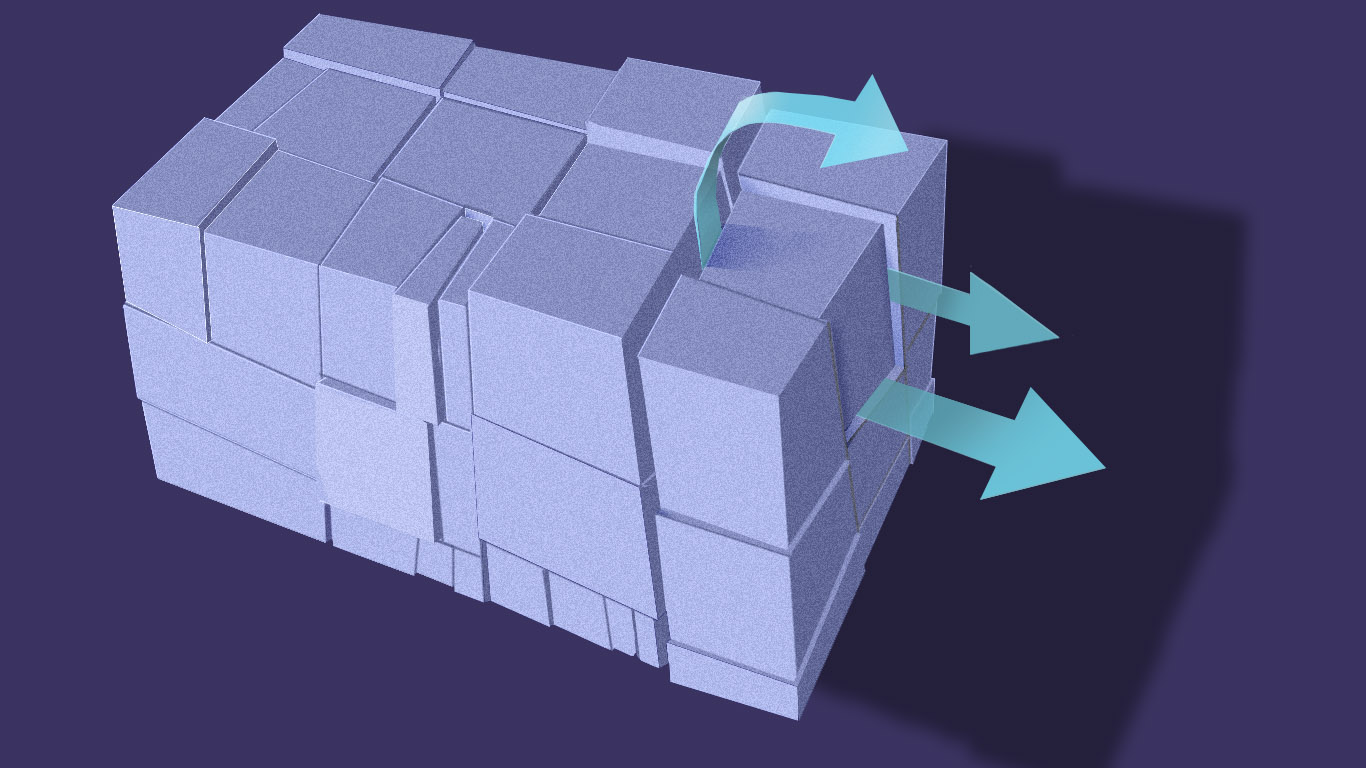
Schéma des plans de failles/microfissures dans les 3 dimensions d'un charbon et voies privilégiées d'extraction de l'eau ou du gaz contenu par la matrice charboneuse (micro et nanoporoité) et les zones de fractures.

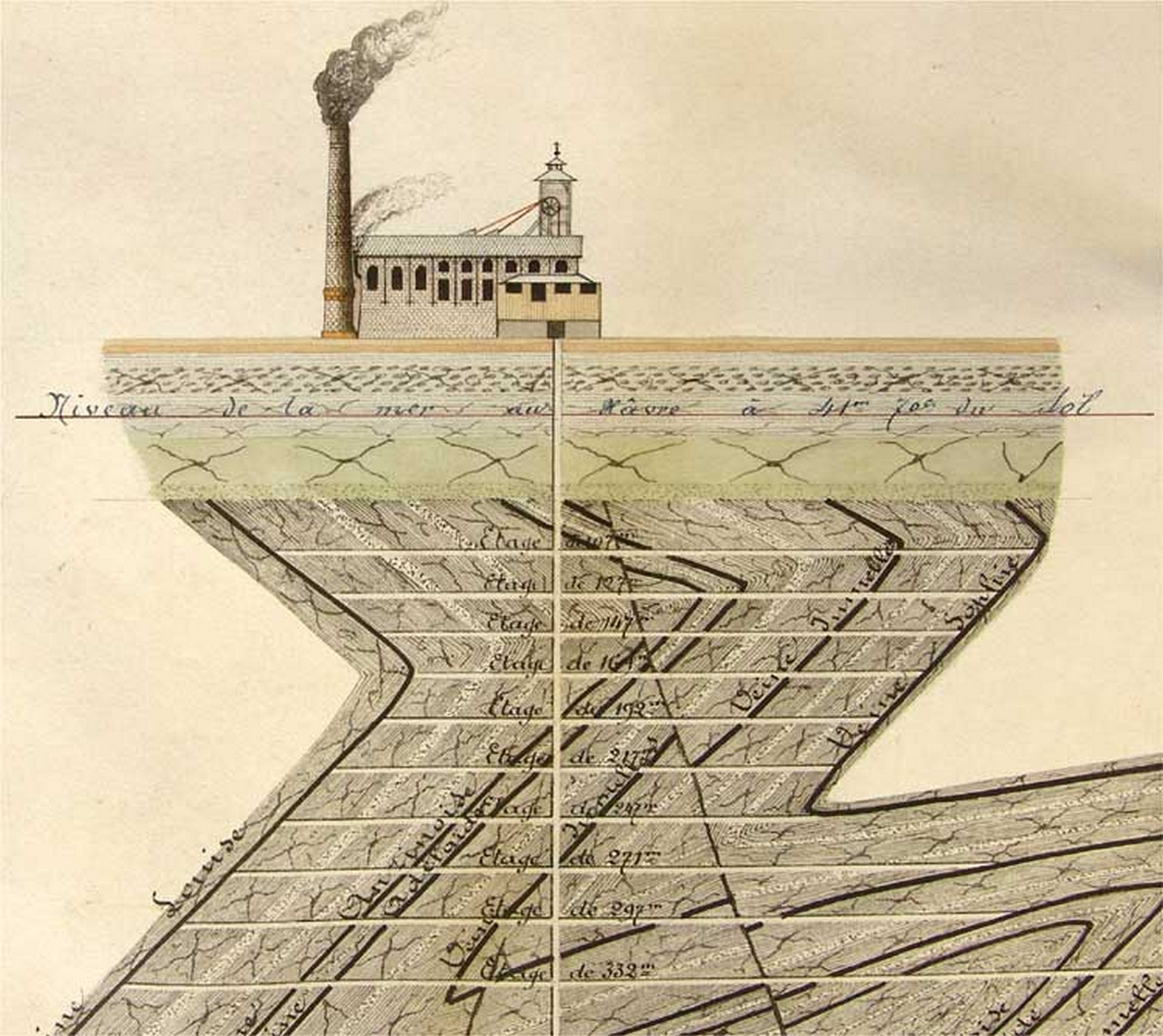
Représentation de la fosse l'Éclaireur de la Compagnie des mines de Douchy, ancien charbonnage constitué d'un seul puits situé à Rœulx, dans le Nord.

Le « gaz de couche » parfois dit « gaz de houille »  (expression qui a aussi un autre sens) ou gaz de charbon, est un gaz, principalement constitué de méthane, qui est piégé (adsorbé) au cœur de la matrice solide du charbon (charbon bitumineux et anthracite surtout) dans les bassins houillers, dans les micropores du charbon non exploité ou incomplètement exploité. Ce gaz a d'abord été connu comme « grisou », si redouté des mineurs en raison des explosions souvent mortelles de poches de gaz accumulé dans certaines galeries.
Classé dans la famille des gaz de roche-mère et localement extrait de couches de charbon non exploitable car « soit trop profondes, soit de trop mauvaise qualité pour donner lieu à une exploitation minière classique » (comme dans le cas des charbons de bas-rang du bassin de la Powder River), il est (selon un bilan de l'IFP publié en 2013) exploité industriellement  « dans plus d'une douzaine de pays dans le monde ». Son origine géologique est principalement « thermogénique », mais il contient une certaine proportion de « gaz biogénique » (d'origine bactérienne, produit par certaines archaeobacteriae dites « méthanogènes »). À grande profondeur là où le charbon n'a pas été exploité, ce gaz est présent sous forme quasi-liquide en raison de la pression à laquelle il est soumis, mais il est généralement fortement « adsorbé » dans la matrice charbonneuse.
Les caractéristiques physiques et chimiques du charbon, ainsi que sa profondeur (pression/température) conditionnent la plus ou moins grande capacité d'un charbon à adsorber et désorber le méthane à un « rythme d'exploitation » plus ou moins rapide (variable dans l'espace et dans le temps). Selon sa nature et son histoire géologique le charbon est en effet plus ou moins saturé en gaz de couche. Dans les meilleurs gisements (par exemple le bassin houiller de la rivière Powder dans le Wyoming), contrairement à beaucoup de « gaz naturels conventionnels », le méthane de houille contient très peu d'hydrocarbures plus lourds (tels que le propane ou le butane, peu d'azote (moins de 3 %) et peu de CO2 (moins de 3 %). Toutefois, certaines veines de charbon (telles que celles de certaines régions de l’llawarra Coal Measures, dans le NSW, Australie) contiennent naturellement peu de méthane et beaucoup de CO2.
Son comportement in situ (en profondeur et sous haute pression) est encore mal compris (il ne peut être dans ces conditions assimilé à un gaz parfait, de plus sa composition varie, de même que celle des charbons dans lesquels il est adsorbé), mais dans certaines conditions, il peut être désorbé et valorisé comme source d'énergie ou de carbone pour la carbochimie, mais c’est aussi un puissant gaz à effet de serre s’il est perdu dans l’atmosphère et, comme toutes les sources d’énergies fossiles, il produit du CO2 quand on le brûle.

## Vocabulaire
Les anglophones utilisent le sigle CBM pour « coalbed methane » qui désigne de manière générale le méthane houiller, alors que le sigle ECBM (pour enhanced coal bed methane) désigne le méthane extrait de la houille au moyen des techniques modernes.
Il fait partie des « gaz naturels non conventionnels » (avec les gaz de schiste, les hydrates de méthane (clathrates sous-marins ou des pergélisols), ou le CH4 dissous dans certaines eaux souterraines salines).
En Australie, on parle de « coal seam gas » (en abrégé CSG).
De petites failles ou fractures naturelles des couches de charbon (dites « cleats » pour les anglophones) peuvent également accumuler du grisou si elles ne sont pas remplies d'eau, par exemple après un pompage ou dans une zone de cône de rabattement de nappe.

## Caractérisation et typologies des gaz de couche

### Selon l'origine, thermique ou biogénique
Le gaz désorbé d'une couche de charbon est le plus souvent principalement d'origine thermique, étant issu de la dégradation de la matière organique par pyrolyse lente sous l'effet de la pression et de la chaleur au fur et à mesure que le charbon s'enfonce dans le sous-sol. Cependant la part biogénique (produite par des microbes en phase anaérobie, il y a des millions d'années) varie de 10 % à plus de 90 %, et certains gisements présentent une part biogénique plus importante, voire dominante, notamment dans certains charbons sub-bitumineux et de haut rang d'houillification : on en connait dans plus de trente bassins houillers dans le monde, le plus riche étant est celui du « Bassin houiller de la rivière Powder » (Powder River Basin) dans le Wyoming riche en mines à ciel ouvert. Dans ces charbons sub-bitumineux, environ 89 % du méthane est d'origine biogénique et le gaz biogénique de ce bassin représente environ 15 % des ressources en gaz de couche des États-Unis, la production en charbon représentant environ 40 % de la production totale des États-Unis (en 2011).
L'analyse isotopique du gaz permet de préciser son origine.

### Selon la technologie
En raison du comportement différent des gaz adsorbés dans un charbon, la composition du gaz extrait à partir d'une même couche de charbon (quel que soit son rang) peut considérablement varier selon la profondeur et les techniques de « stimulation », « désorption » et extraction utilisées : technique passive de récupération (pour le grisou), active (du pompage à la désorption par mise en dépression, éventuellement après une activation par cavitation ou fracturation du gisement) et plus ou moins assistée ou réactivée par des techniques de stimulation du gisement, par fracturation hydraulique, injection de produits chimiques, etc.) (voir exemple ; tableau ci-dessous, pour l'Allemagne sur la base des données disponibles en 2002, selon Thielemann (2002).
| Teneurs mesurées en Allemagne pour cinq composants (en % du volume extrait) du gaz de couche (en gras) et du gaz de mine/grisou selon Thielemann (juin 2002) | Teneurs mesurées en Allemagne pour cinq composants (en % du volume extrait) du gaz de couche (en gras) et du gaz de mine/grisou selon Thielemann (juin 2002) | Teneurs mesurées en Allemagne pour cinq composants (en % du volume extrait) du gaz de couche (en gras) et du gaz de mine/grisou selon Thielemann (juin 2002) | Teneurs mesurées en Allemagne pour cinq composants (en % du volume extrait) du gaz de couche (en gras) et du gaz de mine/grisou selon Thielemann (juin 2002) | Teneurs mesurées en Allemagne pour cinq composants (en % du volume extrait) du gaz de couche (en gras) et du gaz de mine/grisou selon Thielemann (juin 2002) |
| --- | --- | --- | --- | --- |
| Gaz (Composé chimique) | Symbole chimique | Gaz de couche | Gaz de mine/grisou (activement pompé) | Gaz de mine/grisou spontanément désorbé dans les mines désaffectées                                                                                          |
| Méthane | CH4 | 90 - 95 Vol.-% | 25 - 60 Vol.-% | 30 - 95 Vol.-% |
| Dioxyde de carbone | CO2 | 2 - 4 Vol.-% | 1 - 6 Vol.-% | 1 - 15 Vol.-% |
| Monoxyde de carbone | CO | 0 Vol.-% | 0,1 - 0,4 Vol.-% | 0 Vol.-% |
| Oxygène | O2 | 0 Vol.-% | 7 - 17 Vol.-% | 0 Vol.-% |
| Azote | N2 | 1 - 8 % | 4 - 40 % | 5 - 32 % |

## Histoire
Ce gaz a d'abord été connu comme « grisou », si redouté des mineurs en raison des explosions souvent mortelles de poches de gaz accumulé dans certaines galeries.
Des colons américains du Wyoming en ont aussi trouvé de petites quantités, d'origine a priori biogénique et issu de charbons de bas rang superficiels ou d'origine thermique et provenant alors de charbons de haut rang, en forant des puits de prélèvement d'eau dans des zones charbonneuses superficielles, en particulier dans le bassin de la Powder River lors de forages peu profonds visant à trouver de l'eau dans les années 1950 (source : Olive, 1957 cité par JonesDeBruin1990). Quelques forges ou ranches de cette région en ont ainsi utilisé pour leurs besoins en énergie dès 1916.
À la fin du XXe siècle, alors que les gisements pétroliers et gaziers conventionnels s’épuisent, une filière industrielle « gaz de houille » apparait (dans les années 1980 aux États-Unis). En 2013, elle est principalement active aux États-Unis, au Canada et se développe en Australie qui en possède aussi de riches gisements,, mais la Chine, la Russie et moindrement l‘Inde disposent des principales ressources mondiales. En Europe, le Royaume-Uni, la Pologne, la France et la Belgique font de la prospection (étudient l'exploitation du grisou de dégazage de mines ou de site en attente d'être exploité par des galeries de mines.
L'industrie minière et gazière porte ses efforts sur les méthodes permettant de le désorber de sa matrice en exploitant des puits spéciaux aboutissant à des forages dirigés, horizontaux ou suivant le pendage de la veine de charbon, l'absence de galeries et de personnel réduisant le coût.
Essentiellement constitué de méthane, le gaz de couche est aussi un puissant gaz à effet de serre (le méthane est à court terme plus de vingt fois plus actif que le CO2 en termes de facteur de réchauffement de l’atmosphère.), ce qui explique pour partie que cette exploitation soit source de controverses.

## Technologies d’extraction
L'extraction du gaz de couche se fait selon deux approches.

### La récupération «passive» du grisou
Le grisou est « naturellement » exprimé dans tous les vides creusés dans le charbon et a fortiori par des mines de charbon anciennes.
Sa récupération se pratique par exemple en France depuis les années 1970 avec Méthamine (devenu Gazonor) dans le bassin minier du Nord-Pas-de-Calais en France. Cette activité n’est pas source de polémiques, puisque ce grisou est spontanément libéré dans les vides résiduels (700 millions de mètres cubes de vides originellement laissés par les 2 milliards de tonnes de charbon et stériles extraites de ce seul bassin) par le charbon mis hors d’eau.
Ce gaz est valorisé comme combustible. La combustion du méthane, qui sans cela s'échapperait à l'atmosphère et contribuerait fortement à l'effet de serre, permet de le transformer en CO2 dont le potentiel de réchauffement global (PRG) est très inférieur (par définition, le PRG du CO2 est égal à 1, alors que celui du méthane est de 25 à 100 ans et de 72 à 20 ans). En France, la récupération et la combustion du grisou permet d'éviter l'émission de 500 000 t/an de CO2éq (en 2017).
La production de grisou est dans une certaine mesure auto-entretenue : après la mise hors d’eau, du grisou peut se désorber lentement dans la cavité, puis le changement de pression dans la matrice modifie favorablement la porosité et la perméabilité du charbon par des mouvements de rétraction et gonflement de la matrice charbonnière. Une fois le gaz désorbé, la pression qu’il exerçait dans les pores et micropores du charbon diminue et ceux-ci rétrécissent ; le débit d’expulsion du gaz par le charbon diminue tandis qu'au contraire, le rétrécissement des pores fait que l'ensemble de la matrice se décompresse, ce qui peut augmenter la libération du gaz circulant plus ou moins rapidement dans la couche selon sa porosité. Dans d’anciens bassins très exploités tels que le bassin minier du Nord-Pas-de-Calais, l’importance des affaissements et dérèglements de surface laisse penser que les couches sont notablement fracturées. C’est ainsi que Gazonor a pu et peut encore exploiter des quantités significatives de méthane remontant spontanément des anciens réseaux de puits et galeries des houillères.

### La récupération assistée de gaz de couche

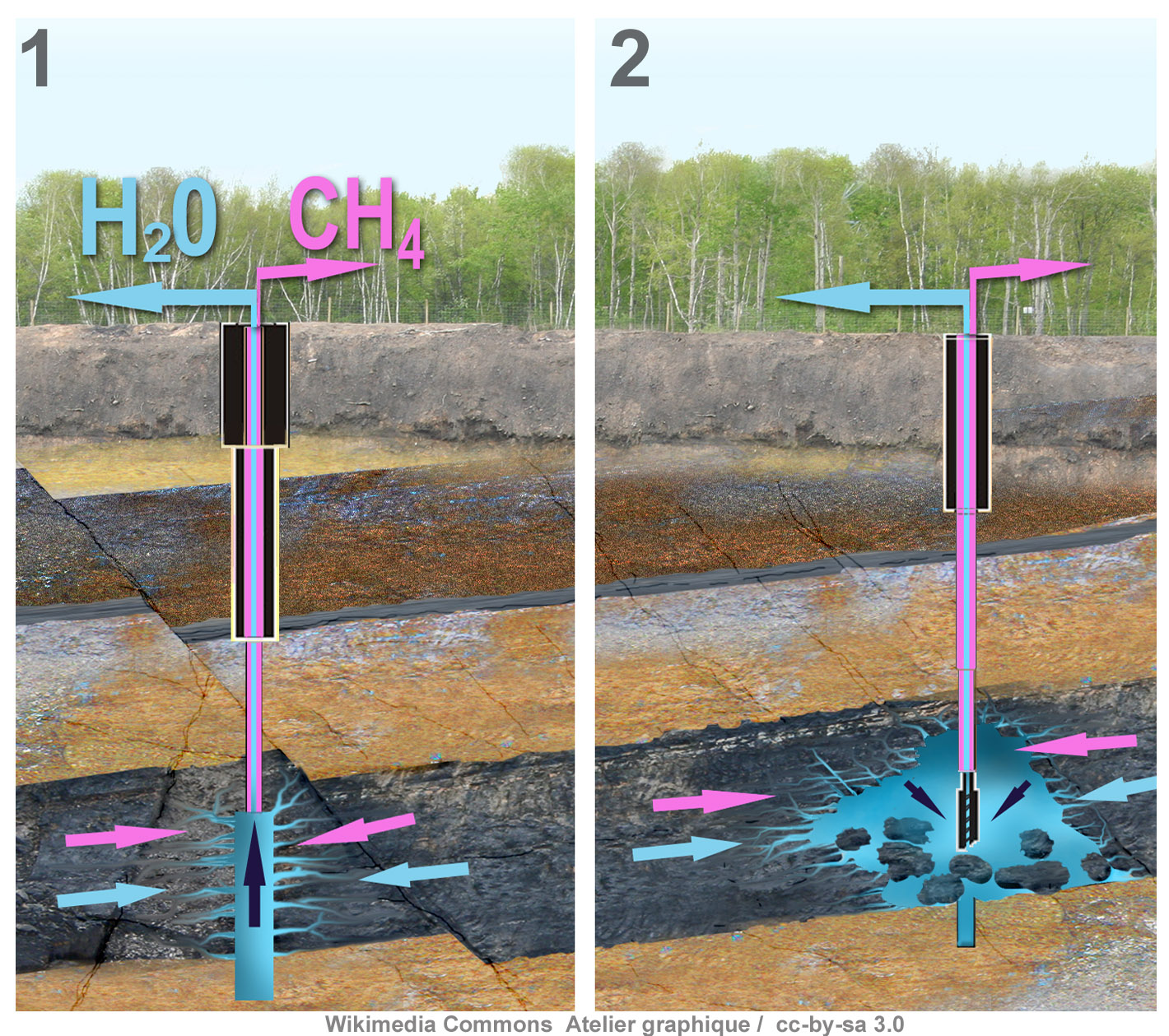
Schéma très simplifié présentant deux types d'exploitation du gaz de couche,
1) par pompage et mise en dépression du charbon,
2) par « cavitation » associée au pompage mise en dépression. En bleu : l'eau, en rose : le méthane qui était piégé dans le charbon (gaz de couche)

La récupération assistée exploite les techniques pétrolières ou gazières de forage pour extraire plus de gaz du charbon.
Après avoir d'abord utilisé (comme dans l'industrie pétrolière) des forages verticaux, depuis quelques années et en s'inspirant des techniques développés pour le gaz de schiste, divers opérateurs gaziers cherchent à exploiter plus intensément le gaz de couche dans le charbon par des forages dits horizontaux (en réalité d'abord verticaux puis orientés de manière à suivre la direction de la veine de charbon, en s'inscrivant dans son épaisseur, dans une « plage » de 100 à 1 500 mètres voire plus).
Diverses techniques de fracturation ou de « stimulation de la roche mère » peuvent aussi être utilisées.
La technique devenue la plus courante consiste à mettre en dépression la veine de charbon en lui soutirant au moyen d'une pompe puissante l'eau qu'elle contient. De l'eau et du gaz sont de la sorte libérés et ensuite séparés dans le puits de remontée et/ou en surface. Le gaz est ensuite séché puis envoyé à une station de compression qui l'injecte dans un gazoduc.
Récemment et aux États-Unis, des logiciels ont été créés pour permettent à quelques opérateurs de surveiller à distance les mesures de pression/dépression de « plusieurs centaines à plusieurs milliers de puits à la fois, répartis sur des centaines d'hectares », afin de détecter les pannes et besoins de maintenance au plus tôt.
L'« eau de production » est l'eau qui était présente dans le charbon, et celle involontairement aspirée dans d'éventuelles nappes proches (rabattement de nappe induit par le pompage). Ces eaux peuvent être évacuées de différentes façons : via une réinjection dans des formations géologiques isolées ; par évaporation à partir de « bassins d'évaporation » ; rejet dans les cours d'eau ou parfois dans un réseau d'irrigation. Dans tous les cas, des précautions s'imposent en raison d'une charge minérale souvent très élevée (principalement du bicarbonate de sodium, des chlorures et traces de métaux lourds ou de radionucléides antérieurement piégés dans le charbon).
Les techniques d’extraction horizontale tendent à se généraliser (95 % des sites actuels de production de gaz de couche dans le monde (l'INERIS BRGM 2013).
Ces techniques sont plus adaptées aux couches de charbon les plus épaisses, peu faillées et peu plissées, ou supposent une parfaite maitrise des forages et une très bonne connaissance de l’épaisseur, largeur, pendage et plis des couches de charbon à exploiter (informations acquises ou approchées par l'analyse sismique, l'étude d'échantillons et la modélisation du sous-sol...).
Des essais et projets envisagent des exploitations par forages horizontaux exécutés à partir d'une même plate-forme en surface.
La technique de mise en dépression par pompage d'eau permet théoriquement d'extraire des gaz piégés dans le charbon (naturellement micro-fracturé) plus facilement que dans les schistes, sans fracturation hydraulique (« fracking » pour les anglophones), mais selon un rapport de l'INERIS et du BRGM (2013), des techniques de « fracturation » sont de plus en plus utilisées, et [« très semblables » à celles mises en œuvre pour l'exploitation des gaz et huiles de schiste (grandes quantités d'eau, adjuvants chimiques, injection de proppant ou agents de soutènement) du massif, ou des techniques de « stimulation »] alternatives (sans injection de produits chimiques). Ces techniques sont utilisées en début d'exploitation ou durant celle-ci pour relancer une production faiblissante. Elles visent à accroître la porosité et la perméabilité de la roche-mère aux gaz et à l'eau, qui sont alors plus facilement  drainés vers les puits à partir des « nappes » de houille, et avec des débits plus importants ; « les configurations de gisement ne nécessitant pas ce type de travaux préalables demeurent en effet rares à l‘échelle internationale ».
Alternatives : plusieurs procédés de gazéification in situ de veines souterraines de charbon ont été tentés à la fin du XXe siècle, mais avec des résultats mitigés ou mauvais ; des risques de feux de mines existent si l'on opère de même près de la surface.
On a aussi cherché à fabriquer des carburants liquides à partir du charbon.

## La perméabilité des réservoirs
La perméabilité du réservoir (ensemble de veines de charbon) est un facteur-clé pour l’exploitation du gaz car elle a une grande influence sur les propriétés physicochimiques d'un gaz de couche mais surtout sur son accessibilité et sur sa vitesse de désorption ; de très lente dans un substrat peu perméable à très élevée dans un charbon très poreux ou en situation de décompression ou au contraire de forte surpression. Les charbons micro-poreux aux pores de moins de deux nanomètres contiennent et désorbent le plus de gaz de couche. La porosité est liée au « type macéral ».
La houille constitue un réservoir assez faiblement perméable pour ce méthane. Selon le type de charbon, le substrat-réservoir présente une structure en microfeuillets et/ou microfracturée, selon deux types de microfractures : en réseaux de microfissures « bout-à–bout » (matrice plus perméable) ou « à angles droits » (moindre perméabilité) avec un rapport de 1 à 17 entre ces perméabilités ; on dit que cette perméabilité est anisotrope.
À grande échelle, des réseaux de microfailles et failles ou des effets de pression différentiée de la veine modulent la perméabilité au sein d’une même veine, de même que la proximité des limites de la veine (« frontières lithologiques »).
À petite échelle, l’écoulement des fluides dans les réservoirs de méthane houiller emprunte généralement des chemins orthogonaux. Cette mauvaise perméabilité fait que les aires de drainage autour des puits de méthane de houille sont souvent de forme elliptique. À cette échelle, la perméabilité dépend de :  
- la quantité /densité des pores / volume moyen) ;
- les types de pores (forme) ;
- la connectivité des pores entre eux (« porosité libre » / « porosité piégée »).

Ces caractéristiques varient selon le « lithotype » dominant dans la zone exploitée.
La taille et la connectivité des pores peuvent être mesurées par le pétrographe sur des échantillons frais par « porosimétrie au mercure », jusqu’à des pores d’environ 0,003 μm au moins. Les échantillons peuvent être déshydratés afin que la présence d'eau dans la roche ne fausse pas la mesure de porosité.
La profondeur et le type de « gisement » sont aussi deux paramètres importants de la pression de remplissage des pores et sur la nature des gaz qui s'y logent. Ces paramètres sont pris en compte pour tenter de modéliser différents types de réservoirs de gaz de houille. Des tests de sorption sous haute pression d'un gaz (méthane) ou multigaz (ex : méthane, hydrocarbures plus lourds, azote et/ou CO ou CO2) peuvent aussi être faits, mais ils sont faits sur des charbons « secs » remontés du fond, dont les caractéristiques ont pu changer.

## Propriétés intrinsèques affectant la production de gaz
Le gaz de houille est essentiellement constitué de méthane, avec une faible proportion d’éthane, d’azote, de dioxyde de carbone et de quelques autres gaz. Les propriétés intrinsèques de chaque charbon déterminent la composition exacte du gaz, et la quantité de gaz qui peut en être extraite.

### Porosité du charbon
Le porosité des réservoirs de houille est habituellement très faible (de 0,1 à 10 % dans le meilleur des cas).

### Teneurs et capacité d'adsorption du charbon
La capacité d'adsorption du charbon est mesurée par le volume de gaz adsorbé par unité de masse de charbon. Elle est habituellement exprimée en SCF (standard cubic feet, le volume (en pieds cubes dans les pays anglosaxons) mesuré aux conditions normales de température et de pression) de gaz par tonne de charbon. En France, la teneur effective ou potentielle d'un charbon en gaz (CH4 seul ou avec d'autres gaz) s'exprime en mètres cubes de CH4 (et/ou de CO2) par tonne de charbon.
La plus grande partie du gaz présent dans les couches de charbon l'est sous forme adsorbée. Quand un « réservoir » est mis en production, c’est d’abord l’eau présente dans les espaces de fracture qui est pompé ; cette mise en dépression améliore ou provoque la désorption du gaz à partir de la matrice charbonneuse.
La teneur réelle d'un charbon en place peut parfois être faible (voire nulle) par rapport à la capacité totale théorique d'adsorption, qui varie selon le type et la « qualité » du charbon. Le contexte géologique a une grande importance ; pour un charbon formé à la même époque, voire dans un même bassin, il a pu contribuer à une fuite du gaz émis lors de la houillification, ou au contraire à un bon piégeage dans le charbon. On trouve ainsi des taux de méthane adsorbé variant de 100 à 800 SCF/tonne pour les veines de charbon étudiées aux États-Unis. L'INERIS cite pour sa part pour le CH4, des valeurs oscillant selon les conditions de formation géologique du charbon entre 0 et 15 m3/t et « exceptionnellement » plus.

### Perméabilité fracturale du charbon
Comme indiqué précédemment, et conformément à la théorie de la percolation, c’est la perméabilité permise par le réseau de micro-fracture qui détermine les voies d’acheminement du gaz dans la couche charbonneuse. Plus grande est cette perméabilité, plus élevée sera la production potentielle de gaz.
Dans la plupart des couches de charbon testées aux États-Unis, cette perméabilité était de 0,1 à 50 millidarcys. La perméabilité des réservoirs fracturés peut être augmentée en appliquant certains stress au réservoir, ce qu’on fait avec les techniques de fracturation hydraulique qui doivent cependant être soigneusement maîtrisée pour ne pas pousser le gaz hors de la veine ou du système visant à le drainer jusqu’au puits de récupération. Le charbon présente une perméabilité assez sensible aux stress mécaniques, permettant ce que les industriels appellent des opérations de « stimulation » de la production.

### Épaisseur de la formation et pression initiale du réservoir
La teneur en méthane varie fortement selon les conditions de la formation du charbon et selon la nature géologique du « réservoir » (intégrité, faillage, etc.).
L’épaisseur de la couche de charbon n’est donc pas nécessairement proportionnelle au volume de gaz potentiellement extractible. Pour qu’un réservoir libère beaucoup de gaz, il faut qu’il en contienne beaucoup et que la différence de pression entre le puits et la couche de charbon soit aussi importante que possible, comme c'est le cas avec n'importe quel réservoir productif.
Certaines formations de charbon (et de schistes) peuvent présenter des concentrations rentables de gaz quelle que soit l'épaisseur de la formation et d’autres non. Par exemple, dans le bassin houiller de Cherokee (Sud Kansas), un puits a remonté une quantité importante de gaz d’une couche de charbon peu épaisse (1–2 pieds) alors qu’une autre couche deux fois plus épaisse n’a à peu près rien produit.

### Composition macérale
Le potentiel gazier d'une veine de houille dépend aussi de la nature du charbon ; et plus précisément de sa répartition, de sa structure (homogénéité/hétérogénéité) et, indirectement de sa composition en macéraux (les macéraux sont des entités pétrographiques ; l'équivalent microscopique des minéraux, mais dans les roches fossiles d’origine organique). La teneur en macéraux et le type de charbon ne semblent pas avoir une importance directe, mais ils influencent indirectement (à plusieurs échelles) la microfissuration du charbon, qui elle a une grande importance pour la désorption du gaz.
De manière générale, une teneur élevée en vitrinite (caractéristique des charbons « brillants » est par exemple prédictive d’une chance plus élevée d'extraction rentable (mais lente) de gaz de houille, alors qu’une teneur élevée en inertinite (caractéristique propre aux charbons mats) augure un mauvais rendement), mais il existe des exceptions, encore mal comprises à cette règle (par exemple liés à la présence de vastes systèmes de microfractures non minéralisées). Les minéraux contenus dans le charbon ne jouent pas (ou pratiquement pas) de rôle dans l'adsorption du « gaz de houille » mais il a été constaté que certains charbons riches en minéraux désorbaient plus rapidement le méthane qu'ils contenaient.

### Autres paramètres
Parmi les autres paramètres affectant notamment la densité en gaz du charbon figurent :
- la densité initiale du charbon ;
- la concentration initiale du gaz (en phase gazeuse) dans le charbon ;
- le seuil critique de saturation en gaz ;
- la saturation irréductible en eau ;
- la perméabilité relative (à l'eau et au gaz).

## Rendements
En termes de taux de méthane et de soufre, la qualité du gaz de houille est souvent bonne, mais les rendements des puits d’exploitation sont généralement bien moindres que ceux exploitant des réservoirs conventionnels de gaz naturel, avec typiquement un maximum à environ 0,1 m3/s par forage (8 500 m3/j), et ils peuvent générer d'importants coûts initiaux voire des échecs ou des problèmes environnementaux en cas de couches de charbon trop fines, ou perturbées par des lacunes et/ou discordances d'origine respectivement sédimentaires et géologiques ou sismiques.
Les profils de production des puits sont généralement caractérisés par une courbe en cloche, avec une production de gaz qui augmente dans un premier temps alors que de l'eau est pompée dans la couche (phase de désorption maximale) avant un débit rapidement déclinant.
Certains opérateurs injectent du CO2 ou de l'azote sous très haute pression par un autre puits pour stimuler le gisement et « pousser » le gaz restant vers le puits d’extraction.

## Qualité du gaz
Aspects chimiques et énergétiques
- La teneur en méthane du gaz de couche est généralement excellente et très régulièrement supérieure à 90 % de méthane. Outre du CO, CO2, H2, N2, de la vapeur d'eau et des composés soufrés et acidifiants (H2S principalement), des produits indésirables tels que le radon et le mercure peuvent être présents. Le soufre est nettoyé par divers procédés de désulfuration, mais on commence à avoir du mal à le commercialiser, le marché étant saturé. Selon l'EPRI, le charbon contient naturellement de 0.02 à 0,25 ppm de mercure (avec une moyenne de 0,09 ppm, soit beaucoup de 1 à 2 ordres de grandeur de plus que dans le fioul), le mercure est un métal volatil toxique, qui peut être condensé par un refroidissement à basse température, mais qu'il faut ensuite durablement entreposer dans de bonnes conditions.
- Si la teneur en méthane du gaz de houille est inférieure à 85 % de méthane, il peut ne pas être commercialisable ou injectable dans le réseau de gaz, bien qu’éventuellement valorisable dans certaines centrales thermiques avec des configurations spécifiques de ces centrales.

Aspects physiques
- Une  autre caractéristiques intéressante pour un éventuel exploitant, est de connaitre la répartition de l'hydrocarbure entre ses phases liquide et gazeuse[22]. En effet, selon la pression (notamment liée à la profondeur) et la qualité du charbon, la proportion d'hydrocarbure en phase gazeuse ou liquide varie ; un forage profond va libérer non pas un gaz mais un mélange gaz-condensats de gaz naturel désorbé à partir du charbon (plus ou moins naturellement ou artificiellement fragmenté (si cette fragmentation résulte d'une exploitation antérieure et que la désorption est spontanée, on parlera alors plutôt de « grisou »).

La condensation différentielle du mélange doit être estimée par l'exploitant. Ceci se fait par un processus physique mathématiquement décrit par une équation différentielle, qui permet d'estimer (par calcul) la teneur en condensat d'un gaz de couche, et le coefficient de productivité en condensat en régime gazeux. Cette méthode de calcul notamment a été établie sur la base d'expériences faites à la fin des années 1980 en surface sur des « éprouvettes » de charbon.

## Controverses
L'utilisation de ce gaz et/ou ses techniques d'extraction font l'objet de controverses, principalement du fait de l'amalgame avec le gaz de schiste concernant les techniques d'exploitation ; d'abord aux États-Unis et au Canada, et de la part d'ONG impliquées dans la protection de la nature ou de l’eau,, et depuis fin 2010 en Europe, puis en août 2011 en Australie où le Premier ministre de la Nouvelle-Galles du Sud (B. O’Farell) a annoncé vouloir interdire deux exploitations de gaz de houille, à la suite du fait que Ross Sunn, porte parole de l’Association des exploitants et producteurs de pétrole australien a reconnu que « le forage, à différents degrés, a un impact sur les aquifères adjacents », après avoir durant plusieurs années affirmé le contraire selon B. O’Farell, et alors qu'une série de régions administratives demandaient un moratoire sur les exploitations existantes.
Les reproches qui lui sont faits portent principalement sur les impacts environnementaux et sanitaires, directs et indirects. En théorie, dans la plupart des pays, ces impacts environnementaux auraient dû être décrits par les études initiales d’impacts puis limités ou compensés par des mesures conservatoires ou compensatoires adaptées, sous le contrôle des gouvernements et de certaines de leurs agences et ministères, à l’occasion des procédures d'autorisation d’exploration et d'exploitation, qui offrent généralement une occasion de consultation publique et d'enquête publique.
Les exploitants sont également tenus d'obtenir des permis ou autorisations pour la construction pour les routes, de pipelines et de l’infrastructure technique éventuelle, ainsi que pour les réinjections ou rejets d’eaux usées. Ils devraient également, théoriquement, réparer certains impacts environnementaux quand la loi le demande.
Cependant, ces techniques étaient nouvelles, peu connues du public et des agences environnementales et leurs experts étaient au sein des entreprises d’exploration ou d’extraction. De plus, les additifs chimiques utilisés n’étaient pas même connus de l’EPA (jusque fin 2010), les industriels arguant qu’ils relèvent du secret commercial ou de fabrication.
On reproche notamment au gaz de houille :
- Jusqu’en 2010 au moins, les industriels gaziers semblent ne pas avoir fait preuve de transparence, même envers les administrations qui auraient légitimement dû être informées. Ils ont notamment refusé de divulguer au public, aux sénateurs américains, à l’État de New-York et à diverses ONG environnementales la liste des produits chimiques qu’ils injectaient dans les fluides de forage et de fracturation.
- Aux États-Unis et au Canada où des dizaines de milliers de puits ont été creusés en moins d’une décennie, les forages et leur exploitation semblent avoir généré, outre d’importants impacts paysagers, des effets négatifs imprévus (fuites de méthane ou de produits toxiques vers la surface ou les eaux potables) et dans certaines cas avec des effets graves pour l’environnement et la santé, notamment dénoncés par le film Gasland. Au Colorado la société EnCana a eu une amende de 371,000 dollars, la plus forte amende donnée à une société gazière pour un accident de 2004 qui a eu lieu à Divide Creek (importante fuite de méthane)[33].
- Un autre problème est l’incertitude sur le comportement à moyen et long terme des couches explorées (ou enrichies en CO2 dans le cas d’une utilisation secondaire des pores du charbon comme séquestrateur de carbone), dont en cas de tremblement de terre et/ou de remontée rapide d’aquifères circulants (à la suite d'arrêts de pompages industriels ou d'exhaure par exemple[34]). La porosité du charbon, mais aussi la perméabilité verticale et horizontale des couches qui entourent la veine de charbon (grès, schistes, plus ou moins imperméables ou faillés) sont en général évaluées par modélisation. Or, ces paramètres sont importants et devraient être connus pour éviter un drainage minier acide, notamment en présence de systèmes artésiens circulants[35].
- Au fil du temps, alors que les rendements baissent, les puits peuvent être de moins en moins espacés pour extraire le méthane restant.
- L'eau remontée peut contenir des taux importants ou excessifs de substances dissoutes toxiques ou indésirables (métaux lourds, radionucléides), en proportion variable selon le type de charbon et son degré de fracturation.
- Les prélèvements d'eau ou les forages traversant les aquifères peuvent affecter la ressource générale en eau, de même que les rejets d’eaux de mauvaise qualité en rivière[36]. À titre d’exemple, selon le Wyoming State Geological Survey, l’extraction de gaz de couche a nécessité le pompage de 6 millions de barils d’eau souterraine (191 millions de gallons) rien que pour les couches de houille du « Powder River Basin » située dans le sous-sol sud du Montana et du Wyoming et la plupart de ces eaux ont été sdans des bassins d’évaporation ou rejetées en surface sans usages spécifiques[37], gaspillage d’eau jugé en 2010 inconstitutionnel par un tribunal du Montana[37].
- Localement l'eau extraite des couches profondes est évaporée dans les grands bassins, produisant des eaux très salines et enrichies en métaux ou substances indésirables. Les oiseaux ou d'autres animaux (Ex. : Chinchilla) peuvent s’y intoxiquer, et autour de certains de ces étangs la teneur en sel peut dégrader la végétation. Récemment, certaines entreprises gazières ont offert leur eau pour le refroidissement à des centrales électriques (après épuration par osmose inverse) ou la rejettent dans des cours d'eau.

En France, l'INERIS et le BRGM ont en 2013 commandé conjointement un rapport d'« analyse simplifiée des risques et impacts environnementaux appliquée au déploiement de la filière », réalisé sur la base d'une synthèse bibliographique centrée sur les retours d'expérience de la filière « gaz de houille » dans les pays où elle a été mise en œuvre.

## Enjeux, avantages espérés et inconvénients
Ce gaz présente l’avantage de contenir plutôt moins d'azote et bien moins de sulfure d'hydrogène (acide, corrosif et toxique) que d'autres gaz naturels tels que le gaz de Lacq (très acide). Il peut être intégré dans le réseau mondial de distribution sous forme de gaz naturel comprimé et de gaz naturel liquéfié (GNL), deux filières qui se sont développées en Australie, en Chine et en Indonésie au début des années 2000.
Certains promoteurs de l'extraction du gaz de couche estiment que combinée au principe des « puits-couplés », il serait en outre possible de  séquestrer du CO2 à la place du CH4 en faisant prendre la place du second par le premier ; le CO2 injecté par un puits d’injection servant à pousser le méthane vers le puits d’extraction. Si toutes les mines de charbon connues étaient utilisables et utilisées pour y stocker de la sorte du CO2 associé dans le cadre d’une exploitation de type ECBM, le potentiel de stockage serait d’environ 150 Gt de CO2, mais selon les analyses économiques disponibles, seuls 5 à 15 Gt de dioxyde de carbone pourraient ainsi être éventuellement séquestrés avec un bénéfice net, 60 Gt de capacité supplémentaire de piégeage peuvent être disponibles à un coût modéré (de moins de 50 $ / t CO2 (aux conditions économiques des années 1990), c'est-à-dire quasiment sans études d’impacts ni compensations environnementales).
Des expérimentations sont en cours, mais les couches de charbon sont souvent hétérogènes et/ou mises en contact avec de l’eau lors de leur fracturation, ou naturellement fracturées, ou fracturées par une exploitation ancienne comme dans les bassins miniers exploités aux XIXe et XXe siècles. Le CO2 ainsi piégé ne peut donc l'être de façon fiable et durable (John Gale et Paul Freund promoteurs de cette technique disent que ce CO2 sera « séquestré pendant de nombreuses années », sans s’engager sur la durée de séquestration) et considèrent qu’il y a « des améliorations sont encore nécessaires » aux techniques d’origine pétrolières utilisées, sans garantir que le CO2 ne puisse pas peu à peu remonter vers la surface ou poser problème en changeant l'« hydrochimie et l'hydrogéohimie des couches profondes » (le CO2 produit de l'acide carbonique dans l'eau, facteur d’acidification, qui favorise en outre la circulation de l'eau et des métaux toxiques dissous). Les teneurs en ions, la géochimie minérale, mais aussi organique, les réactions d'oxydoréduction et les équilibres adsorption/désorption, etc. pourraient en effet être affectées, avec de conséquences qui ne peuvent pas encore être appréciées et qui vont varier selon la température et la pression, les matériaux en place, la présence éventuelle de failles, la nature de l'eau et des additifs injectés et selon que le milieu reste ou non saturé en eau, sursaturé au moment de la fracturation hydraulique puis éventuellement désaturé lors de l'exploitation avec mise en dépression. De plus, le pompage d'eau profonde peut en remontant une eau sursalée modifier les grands équilibres chimiques (chlorures, sulfates, carbonates.. tels que définis par le géochimiste australien Chebotarev (1955) et ioniques et écologiques en surface.

## Tendances mondiales
L'extraction du grisou de mines de charbon (c'était d'abord une mesure de sécurité) a conduit à le récupérer (années 1950) puis à tenter de le valoriser (années 1970), avec des méthodes industrielles bien éprouvées dans les années 1990. Parallèlement le développement du fracking et du forage dirigé a permis d'améliorer les techniques d'exploitation de gaz de couche, dans les années 2000 aux États- Unis, ainsi qu'en Australie et au Canada.
Cependant, prospectivement parlant, l'avenir économique et industriel de ce gaz est discuté. Plusieurs facteurs influeront sur la rentabilité de son extraction et commerce :
- le développement du marché du gaz naturel ; selon l'industrie gazière, la tendance est à une augmentation de plus de 50 % de la demande par rapport à la production de 2010, pour atteindre plus de 25 % de la demande mondiale d'énergie d'ici 2035[41].
- le prix de vente du gaz naturel et ses fluctuations. Une chute (par exemple constatée aux États-Unis) peut rend l'extraction moins rentable.
- l'accessibilité des ressources. L'épuisement des ressources les plus riches, propres et faciles à atteindre pourrait ensuite dégrader la rentabilité de l'extraction.
- la législation : Dans le cadre des suites du protocole de Kyoto, l'évolution réglementaires devraient continuer à décourager l'utilisation des ressources fossiles au profit de ressources renouvelables et moins polluantes ;
- d'éventuelles ruptures technologiques ; de telles ruptures (ou des évolutions systémiques telles que promues par le concept de troisième révolution industrielle feraient perdre au gaz de touche tout intérêt (hormis pour le cas particulier du dégazage (grisou) spontané des anciennes galeries de mine, qu'il vaut mieux récupérer (et valoriser) pour des raisons de sécurité.

### En Amérique du Nord
C'est là que ce gaz a commencé à être exploité industriellement, aux États-Unis qui disposant de plus d'une dizaine de bassins géologiques adéquat. Près de 10 % de la production gazière américaine proviendrait du gaz de couche, rentabilisée par l'exploitation conjointe du pétrole et des hydrocarbures des condensats de gaz naturels. Mais comme au Canada, le développement et la production de gaz de houille ont été ralentis par la récession mondiale (crise de 2008).
Le Canada a commencé à produire du gaz de couche (à partir de gisements bitumineux du crétacé). Il disposerait aussi de ressources potentielles dans certaines couches de charbons bitumineux et sub-bitumineux du Jurassique et du tertiaire dans les bassins sédimentaires de l'ouest du pays.

### Les BRICs
Les grands pays émergents (BRICS, c'est-à-dire le Brésil, la Russie, l'Inde, la Chine et l'Afrique du Sud ainsi que l'Indonésie qui dispose de potentialités couches de charbon tertiaire semianthracite à sub-bitumineux dans deux bassins sur Sumatra et trois dans l'île de Kalimantan) ont une économie et/ou une démographie en forte croissance, qui nécessite de nouvelles ressources énergétiques. Certains d'entre eux disposent d'importantes ressources en charbon et gaz de couche et sont un peu moins contraints que les pays riches par les conventions internationales sur la lutte contre le réchauffement climatique (protocole de Kyoto et ses suites notamment). La Chine et l'Inde avaient commencé à explorer leurs ressources en gaz de houille dès les années 1900, mais les techniques de fracturation n'ont pas permis de test à grande échelle avant les années 2000 ; l'Indonésie et la Russie ont commencé à explorer leurs ressources en gaz de houille dans les années 2000 avec une première production après 2010 pour diminuer leur dépendance énergétique. Durant la période de récession entamée en 2008, les BRICs semblent avoir continué l'exploration.
Dans les années 2010-2013, la Chine produit du gaz de couche et de mine à partir de charbons et anthracite du Carbonifère et du permien dans le bassin de Qinshui et dispose de ressources potentielles (de même âge) dans le bassin de l'Ordos.
Dans les années 2010-2013, l'Inde produit du gaz de houille (à partir de couches de charbon/anthracite) dans 4 bassins datés du Permien, mais dispose de ressources potentielles dans 12-14 autres bassins et potentiellement dans 6 bassins de charbons sub-bitumineux qui se sont formés au tertiaires.
La Colombie et les Philippines seraient également intéressés par cette ressource.

### Au Japon
Des géologues japonais ont estimé que les veines de charbon présentes sous l'archipel du Japon et ses fonds marins pourraient potentiellement abriter 2,5 trillions de mètres cubes de CH4 (sous forme de gaz de couche notamment) et potentiellement absorber environ 10 GT de CO2. Cependant, le risque sismique est dans cette région du monde un risque majeur (associé à celui de tsunami), qui met en question la fiabilité des matériels, puits, stockages dans la durée…

### En Australie
L'Australie produit du gaz de couche et de mine dans des gisements anciens (datant du Permien) de charbon et anthracite dans le bassin de Sydney, et à partir de charbon bitumineux dans les bassins de Bowen, Gunnedah et de Gloucester. Une autre production provient de couches de charbons bitumineux (du Jurassique) dans les bassins de Surat et de Clarence-Moreton. Presque tous les terminaux GNL (Gaz Naturel liquéfié) d'Australie sont au moins en partie alimentés par du gaz de couche[réf. nécessaire]. Dans la région du Queensland, où se trouve la grande barrière de corail, plus de 90 % des besoins en gaz sont fournis par du gaz de couche exploités dans la région[réf. nécessaire].
L'Australie présuppose que la conversion du gaz de houille en GNL pourra permettre l'expansion des marchés gaziers d'Asie.

### En Europe
Un projet européen « RECOPOL » (projet équivalent du projet américain Coal-seq lancé pour trois ans en octobre 2000 aux États-Unis, par le département à l'énergie, DOE, avec AMOCO et BP (qui teste cette technique depuis les années 1980), initié en novembre 2001, pour 3 ans, dont 18 mois d'expérience de terrain en Pologne, de 3,5 M€ financé à 50 % par le 5e PCRD (programme cadre pour la recherche) de récupération de méthane de couche dit « ECBM » (Enhanced Coal Bed Methane) et stockage souterrain de CO2 dans les veines de charbon par injection de CO2.

### En France
La société Française de l'Énergie fore, début 2017, le sous-sol à Lachambre, près de Saint-Avold en Moselle, à la recherche du gaz de houille emprisonné entre 1.000 et 1 500 mètres de profondeur, dans des veines de charbon n'ayant jamais été exploitées. Elle n'utilise pas de fracturation hydraulique, interdite en France, ni d'eau ou de produits chimiques injectés, comme pour l'exploitation des gaz de schiste. Le gaz est extrait par différentiel de pression, en utilisant les fissures naturelles du charbon. Le sous-sol du bassin houiller mosellan représente l'équivalent de six ans de consommation de gaz en France. L'entreprise espère mettre en service dans les prochaines années plusieurs puits, générant une production de plus de 700 millions de mètres cubes sur douze ans.

### Filmographie
- Gasland, film documentaire américain de Josh Fox (2010)